# Léon Savary
Pour les articles homonymes, voir Savary.
Œuvres principales
- Le secret de Joachim Ascalles (1923)
- Fribourg (1929)
- Voulez-vous être conseiller national? (1958)

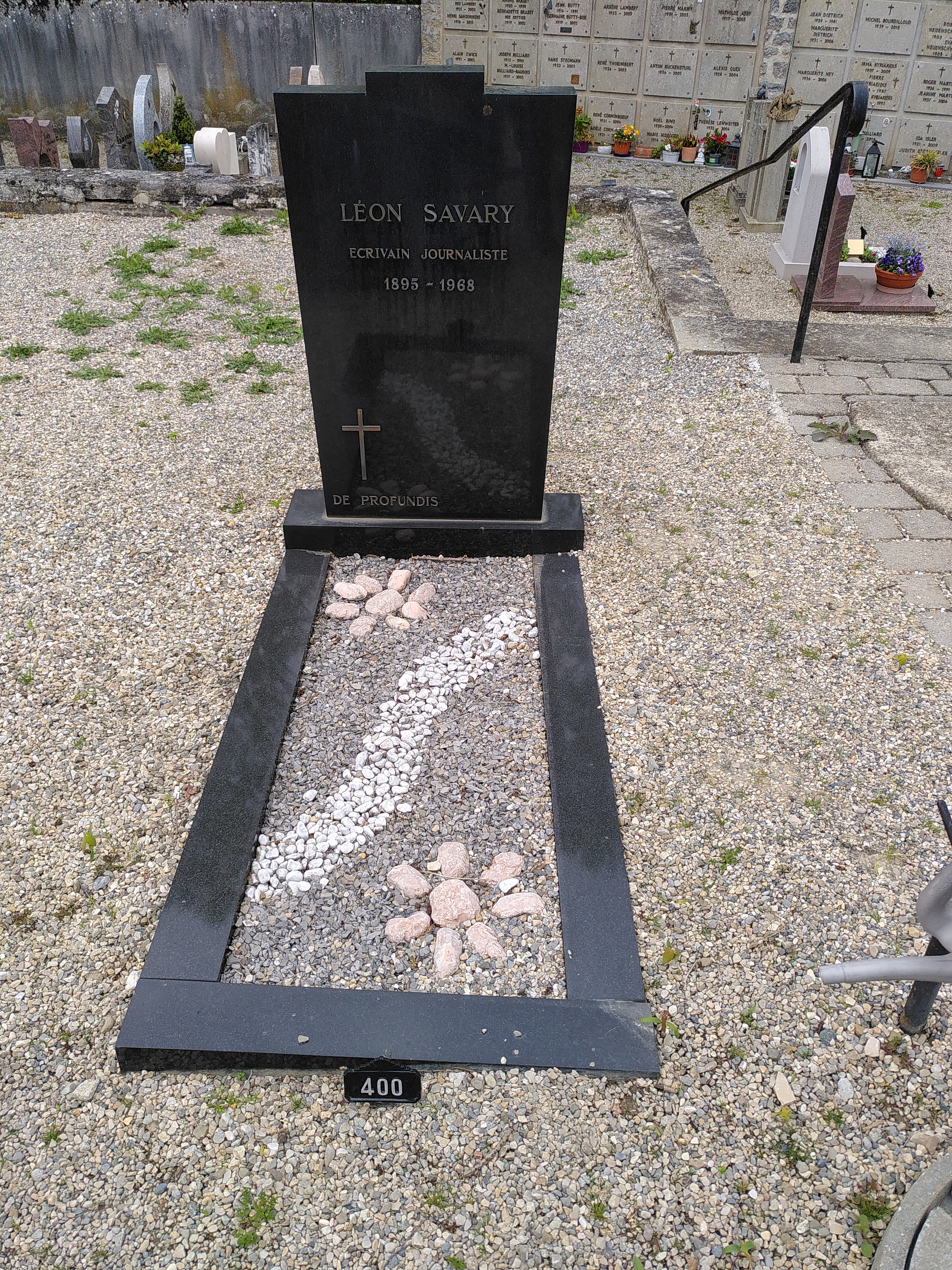
Tombe de Léon Savary au cimetière d'Estavayer-le-Lac, photographiée en 2023.

Léon Savary, né le 29 avril 1895 à Fleurier (Val-de-Travers) et mort le 17 février 1968 à Boudry, est un écrivain et journaliste suisse, originaire de Payerne, canton de Vaud. Il fut un observateur et un chroniqueur du monde politique suisse.
On lui doit par exemple un pamphlet politique, paru en 1958, intitulé, Voulez-vous être conseiller national ?.

## Biographie
Fils d'un pasteur vaudois (Jules Savary) et d'une baronne balte (Magdalena von Paucker), il se convertit au catholicisme. Il étudie d'abord au Collège Saint-Michel en songeant à entrer dans les ordres au couvent de la Valsainte, auquel il consacre un volume en 1937, puis à l'université de Fribourg, en Lettres. Il fut secrétaire du conseiller d'État Georges Python.
Il quitte ensuite Fribourg pour s'installer à Genève, où il travaille comme journaliste au Genevois et à la Tribune de Genève. Durant ces années-là, il devient le mentor en journalisme de l'écrivain Jacques Aeschlimann. Puis il travaille à Berne de 1935 à 1946 où il est chroniqueur parlementaire. Après la Seconde Guerre mondiale, il part vivre à Paris, de 1946 à 1956, où il assure la correspondance du quotidien. Il y présida l'association de la presse étrangère.
Il donne à la Tribune de Genève des chroniques En passant dont un choix parut en 1942. Membre de la Société de Belles-Lettres.
Il est auteur d'une vingtaine de volumes écrits dans la langue la plus châtiée, montrant une connaissance égale des dévots et des mécréants. Il y évoque fréquemment Fribourg et ses habitants. Libertin mystique, humaniste et hédoniste, il fut sensible au faste des cérémonies catholiques. Il a marqué son époque par son indépendance d'esprit et sa personnalité contrastée. C'était un polémiste redoutable, un esprit vif et cultivé.
En 1944, il fut l'un des membres fondateurs de l'Association vaudoise des écrivains.
Il reçoit le prix Schiller en 1960 pour l'ensemble de son œuvre.
Il est enterré à Estavayer-le-Lac. Ses archives sont conservées à la Bibliothèque cantonale et universitaire de Fribourg.

## Quelques œuvres
- Le secret de Joachim Ascalles, 1923
- Manido chez les genevois, Spes, Lausanne, 1927.
- Fribourg, Payot, Lausanne, 1929.(OCLC 12515493)
- Le Collège Saint-Michel, Victor Attinger, Neuchâtel, 1932.
- La chartreuse de La Valsainte, Victor Attinger, Neuchâtel, 1937.(OCLC 34067593)
- Le fardeau léger, Victor Attinger, Neuchâtel et Paris, 1938.
- Le cordon d'argent, éditions l'âge d'homme, poche suisse, 1940.
- La fin d'un mensonge, Montreux, 1940.
- Le troupeau sans berger, édition du milieu du monde, Genève, 1942.
- En passant, éditions de la Tribune de Genève, 1942.
- Au seuil de la sacristie, Bourquin, Genève, 1942.(OCLC 35332461)
- Lettres à Suzanne, Marguerat, Lausanne, 1949.
- Le cendrier d'Erymanthe, Genève, 1953.(OCLC 35332466)
- Les anges gardiens, Georg et cie, cahiers rouges, Genève, 1953.
- Le fonds des ressuscités, mémoires, tome I, La Thune du Guay, Lausanne, 1956.(OCLC 29859521)
- Voulez-vous être conseiller national?, éditions Jack Rollan, Lausanne, 1958.(OCLC 25045376)
- Les balances faussées, mémoires, tome II, éditions du panorama, Bienne, 1966.
- La bibliothèque de Sauvives, le livre du mois, Lausanne, 1970.(OCLC 422068208)
- L'âme de Genève, Slatkine, Genève, 1978.(OCLC 15696663)

Éditions synthétiques :
- œuvres maîtresses, en cinq volumes, Slatkine, Genève, 1978.(OCLC 15696661)

## Sources
- Frédéric Wandelère in Encyclopédie du canton de Fribourg, vol. II, p. 500.
- Chronique La Suisse en images 1968, éd. Eisele